# James Coonan
James Michael Coonan (21 de diciembre de 1946), apodado "Jimmy C", es un mafioso irlandés-estadounidense de Manhattan, Nueva York quien, entre 1977 y 1988 fue jefe de la pandilla Westies, una pandilla de la mafia irlandesa basada en el barrio neoyorquino de Hell's Kitchen. Coonan fue encarcelado y empezó a cumplir su condena de 75 años de prisión en 1988.

## Biografía
James Coonan nació el 21 de diciembre de 1946 en una familia irlandesa de clase media en el barrio de Hell's Kitchen de Manhattan. Fue el segundo hijo de John Coonan, un contable que manejaba una oficina contable en la calle 50 oeste y su esposa Ana, quien tenía ascendencia alemana y que trabajaba en la oficina de su esposo. Fue criado en un departamento ubicado en la calle 49. Durante su adolescencia, Coonan medía 1,70 metros y era de complexión robusta con amplios hombros y un cuello grueso. Fue boxeador aficionado y luchador callejero, abandonó la escuela a los 17 años e inició una carrera en el crimen organizado. Cuando todavía era un hombre joven, su padre fue secuestrado y golpeado por Mickey Spillane, un mafioso conocido que frecuentemente utilizaba el secuestro de comerciantes locales para pedir el pago de un rescate a su familia. El autor T.J. English ha acreditado este evento en varios libros señalando que ese fue el motivo de Coonan para tomar el control de los Westies.
Coonan fue el guardaespaldas/aprendiz del usurero Charles (Ruby) Stein según el artículo del The New York Times que afirmó que era "conocido y temido en el Lado Oeste como asesino y secuestrador". Coonan quería más, y varios matones de los barrios del lado oeste se unieron a él, incluyendo Francis "Mickey" Featherstone. Para 1976, Coonan y Featherstone se involucraron en tomar el control del territorio de Spillane, culminando en el asesinato de éste en 1977, por el cual Featherstone fue arrestado y absuelto, y la muerte de Stein. Según un testimonio dado en 1987 por el exmiembros de los Westies que se hizo testigo del gobierno William Beattie, Stein fue asesinado y decapitado en 1977 en una acción para borrar la deuda de Coonan y probar el poder de los Westies mediante la crueldad.
En 1979, Coonan fue juzgado y absuelto por el asesinato de Harold Whitehead, pero fue encarcelado por cargos de posesión de armas y sentenciado a cuatro años en una prisión federal. Luego de su liberación, retomó el poder pero en 1988 fue declarado culpable de racketeering bajo la Ley RICO y sentenciado a 75 años de prisión con la recomendación del juez de negarle la libertad bajo palabra. Coonan was first eligible for parole in 1998.
Él y su esposa Edna (nacida en 1942, como Julia Edna Crotty) vivieron en Hazlet y Keansburg, Nueva Jersey, antes de su encarcelamiento.